# Белозубки-броненоски
Белозубки-броненоски (Scutisorex) — это род землероек, обитающий на севере Демократической Республики Конго, Уганде и Руанде. В роде только два вида: угандская белозубка-броненоска (Scutisorex somereni) и Scutisorex thori, которая была описан лишь в 2013 году.

## Особенности
Два вида Scutisorex являются относительно крупными землеройками и достигают от 12 до 15 сантиметров с хвостом длиной от семи до 10,5 см и весом до 110 г. Характерной чертой этого рода является усиленный поясничный отдел позвоночника, в котором позвонки соединены не только боковыми отростками, как у большинства позвоночных, но также дорсальными (по направлению к спине) и вентральными (по направлению к животу) отростками. Укрепление поясничного отдела позвоночника у угандской броненоски больше развито, чем у Scutisorex thori. Поясничный отдел позвоночника угандской броненоски состоит из десяти-одиннадцати позвонков, в то время как у Scutisorex thori он содержит только восемь позвонков, при пяти у большинства других млекопитающих.
Благодаря усиленному позвоночнику спина чрезвычайно гибкая и в то же время очень упругая. Вероятно, это позволяет животным получить доступ к источникам пищи, недоступным для других животных. Было замечено, что землеройки устраиваются между стволами и основаниями листьев пальм, где они охотятся на личинок жуков.

## Систематика
Scutisorex принадлежит к подсемейству белозубок (Crocidurinae) и является сестринским родом по отношению ко всем другим белозубкам, включая  роды Ruwenzorisorex ,  Sylvisorex, Suncus.